# Comissão da União Africana
A Comissão da União Africana (CUA) é o secretariado da União Africana (UA) responsável pelas atividades diárias da União. Está sediada em Adis Abeba, Etiópia.

## Estrutura
A Comissão é composta por um presidente, um vice-presidente e oito comissários, mais funcionários. A Assembleia elege o Presidente e o Vice-Presidente da CUA. O Conselho Executivo elege os oito Comissários da CUA, que são nomeados pela Assembleia. Os mandatos dos membros da Comissão são de quatro anos, renováveis uma vez.
Suas funções, dentre outras coisas, incluem:
- Representar a UA e defender os seus interesses sob a orientação e mandato da Assembleia e do Conselho Executivo
- Iniciar propostas a serem submetidas aos órgãos da UA, bem como implementar as decisões tomadas por eles
- Manter contatos estreitos com os órgãos da UA para orientar, apoiar e monitorizar o seu desempenho para garantir a conformidade e harmonia com as políticas, estratégias, programas e projetos acordados
- Fornecimento de apoio operacional para todos os órgãos da UA
- Gestão do orçamento e recursos da UA
- Elaborar, promover, coordenar e harmonizar os programas e políticas da UA com os das Comunidades Económicas Regionais (CERs)